# Louis-Athanase Dubois
Pour les articles homonymes, voir Louis Dubois et Dubois.
Louis-Athanase Dubois (Audierne, 4 février 1874-Angers, 5 novembre 1954), est un officier de marine français.

## Biographie
Il entre à l'École navale en octobre 1891 et devient aspirant de 1re classe en octobre 1894. Il sert alors à la division d'Extrême-Orient sur le croiseur Isly puis passe en décembre 1895 sur le navire de défense côtière Bouvines en escadre du Nord. 
Enseigne de vaisseau (octobre 1896) sur le Dupuy-de-Lôme en escadre du Nord, il sert ensuite, en 1899, sur le croiseur D'Entrecasteaux à la division des mers de Chine. De juin à décembre 1899, il participe à une campagne au Tonkin et à Kouang-Tchéou-Wan qui lui permet d'être cité à l'Ordre de l'armée. 
Très actif durant la guerre des Boxers, il prend part à la colonne Seymour partit à Pékin pour y secourir les légations européennes et se fait remarquer pendant la défense de Tien-Tsin (mai-octobre 1900). 
Lieutenant de vaisseau (janvier 1902) sur le vaisseau-école de canonnage Couronne, il en sort breveté et embarque comme officier canonnier sur la Tempête en Tunisie (1903-1904) puis en escadre de Méditerranée sur le croiseur Du Chayla (1905-1906).
Il séjourne en 1907 à l’École des torpilleurs de Toulon puis part sur l'Ernest Renan comme officier torpilleur et électricien et obtient un témoignage de satisfaction en juillet 1909 pour sa participation à l'établissement du réseau radioélectrique du littoral sud. 
Officier torpilleur sur le croiseur Gueydon en escadre du Nord (1909), il devient commandant d'un petit torpilleur de la 2e flottille à Lorient et président de la commission de réglage du port. 
Élève de l’École supérieure de marine dont il est breveté en janvier 1912 avec un témoignage de satisfaction, il est envoyé sur le Saint-Louis (3e escadre) comme aide de camp de l'amiral de Marolles et passe en 1913 sur la Patrie dans la 2e escadre. 
En décembre 1913, il commande le torpilleur Aspirant-Herber en armée navale et prend part aux opérations en Adriatique du début de la Première Guerre mondiale. Il se distingue alors pendant les attaques de septembre à novembre 1914 contre le littoral ennemi. En juin 1915, il est de nouveau cité pour sa participation très active à la destruction du sous-marin U-3 (en) en Adriatique. 
Promu capitaine de Frégate en avril 1916, sous-chef d'état-major de la 3e escadre sur le cuirassé Vérité, il commande en mars 1917 le Carabinier ainsi que la 2e escadrille de torpilleurs de Méditerranée orientale avec laquelle il assure avec succès le convoyage de la ligne Milo-Salonique. En novembre 1918, il reçoit un nouveau témoignage de satisfaction. 
Chef d'état-major adjoint de l'armée navale sur la Provence (octobre 1918) et second sur ce bâtiment de l'amiral Merveilleux du Vignaux, il est nommé capitaine de vaisseau en novembre 1920 et commande en avril 1921 le croiseur cuirassé Waldeck-Rousseau en tant que capitaine de pavillon de l'amiral Dumesnil en Méditerranée du sud, participant aux opérations humanitaires conséquences de la guerre gréco-turque. 
Chef d'état-major de Dumesnil, commandant en chef de l'escadre de Méditerranée sur la Provence (1923), il devient chef d'état-major de l'inspecteur général des forces maritimes en octobre 1925 et est nommé contre-amiral en novembre 1926 ainsi que commandant du secteur de défense de Toulon. 
Major général à Toulon (février 1928), il commande en septembre la 1re escadre légère sur le croiseur Lamotte-Picquet et devient en mai 1930, vice-amiral et premier sous-chef d'état-major général. 
Préfet maritime de Brest (septembre 1930), il commande en chef la 1re escadre en novembre 1932 et y travailla à la mise au point des nouveaux croiseurs et contre-torpilleurs en service. 
Inspecteur général des forces maritimes du Nord (janvier 1935), président de la Commission de refonte du système de signalisation, il prend sa retraite en février 1936.

## Distinctions

### Décorations françaises
- Grand officier de la Légion d'honneur par décret du 20 décembre 1932
  -  Commandeur de la Légion d'honneur par décret du 8 juillet 1927
  -  Officier de la Légion d'honneur par décret du 24 janvier 1919
  -  Chevalier de la Légion d'honneur par décret du 8 mai 1906

### Décorations étrangères
- Grand cordon de l'ordre du Ouissam alaouite (1930)[1].